# Percival Proctor
El Percival Proctor fue un avión de comunicaciones y de entrenamiento de radio británico de la Segunda Guerra Mundial. Era un monoplano de ala baja monomotor con acomodo para tres o cuatro ocupantes, dependiendo del modelo.

## Diseño y desarrollo

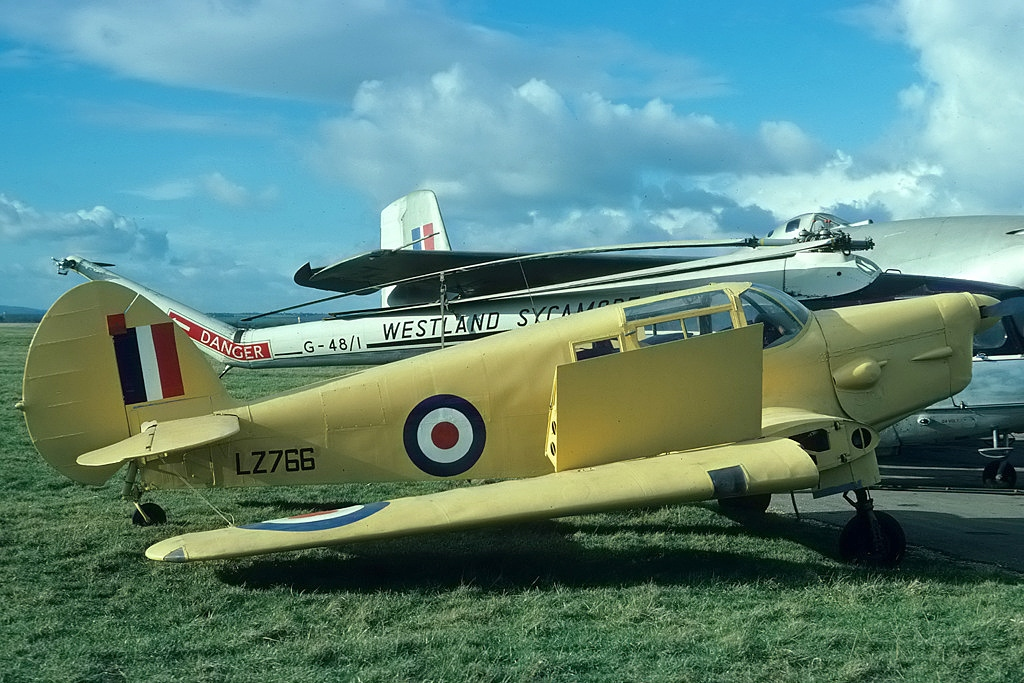
Percival P-34 Proctor III a la espera de ser entregado al Museo Imperial de Guerra de Duxford tras el cierre del Skyfame Museum.

El Proctor fue desarrollado desde el Percival Vega Gull en respuesta a la Especificación 20/38 del Ministerio del Aire para un avión de comunicaciones y de entrenamiento de radio. Para cubrir el requerimiento, el avión basado en el Vega Gull poseía mayores ventanas traseras de la cabina y el fuselaje era 150 mm más largo. Se realizaron modificaciones en los asientos para permitir que la tripulación pudiera llevar paracaídas, y existían otros cambios que permitían instalar una radio y otro equipo militar. A principios de 1939 se ordenaron 247 aviones para cubrir el requerimiento operacional OR.65.
El avión prototipo, matrícula P5998, voló por primera vez el 8 de octubre de 1939 desde el Aeropuerto de Luton, y el modelo fue puesto en producción para la RAF y el Arma Aérea de la Flota. El prototipo fue probado como bombardero de emergencia durante 1940, pero esta idea fue abandonada cuando desapareció la amenaza de invasión. Aunque los primeros 222 aviones fueron construidos por Percival en Luton, la mayor parte del resto de aviones lo fue por F. Hills & Sons de Trafford Park, cerca de Mánchester. Construyeron 812 Proctor de varios modelos entre 1941 y 1945, montándose la mayoría de los aviones en el Aeródromo de Barton.
Mientras que los primeros Proctor (Mk I a III) seguían muy de cerca a la última encarnación del Vega Gull, y consecuentemente retenían la mayor parte de sus prestaciones, las versiones posteriores llegaron a ser mucho más pesadas y menos aerodinámicas, con inevitables efectos perjudiciales sobre dichas prestaciones. Los posteriores modelos de Proctor, aunque en apariencia similares, eran de hecho un rediseño completo del avión, muy agrandados, más pesados e incluso menos eficientes. Las prestaciones de vuelo resultaban pobres. Se idearon planes posteriores para instalarles el Queen 30 de 190 kW (250 hp) y una hélice mayor, pero solo se equipó así un avión de pruebas, debido a que el totalmente metálico Prentice estaba siendo desarrollado para reemplazar al Proctor.
El Prentice demostró ser un avión muy pobre, incluso peor que los últimos Proctor, y sirvieron en la RAF solo unos pocos años antes de ser retirados. Tras su servicio, los restantes Proctor pasaron a manos privadas hasta los años 60, cuando fueron inmovilizados en tierra debido a las preocupaciones acerca de la degradación de las uniones encoladas de las estructuras de madera. Varios Proctor supervivientes han sido reconstruidos con adhesivos modernos y podrían volver al estado de vuelo. Los primeros Proctor todavía son buenos aviones ligeros porque combinan las características del Vega de largo alcance, velocidad y capacidad de carga. De forma notable, todos los Proctor heredaron la característica del Vega de poder plegar las alas.

## Historia operacional

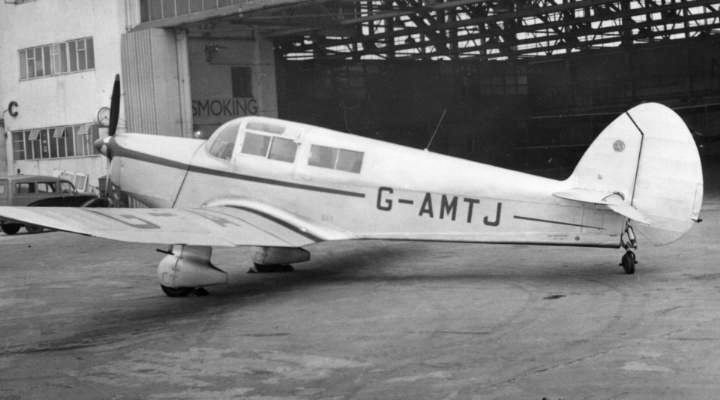
Proctor 5 de Field Aircraft en vuelo de negocios a Mánchester en 1953.

El Proctor fue empleado inicialmente como avión de comunicaciones de tres plazas (Proctor I). Fue seguido por los entrenadores de radio triplaza Proctor II y Proctor III.
En 1941, el Ministerio del Aire emitió la Especificación T.9/41 por un entrenador de cuatro plazas. El P.31 (conocido originalmente como "Preceptor", pero finalmente redesignado como Proctor IV) fue desarrollado para cubrir este requerimiento con un fuselaje agrandado. Un Proctor IV fue equipado con un motor Gipsy Queen de 187 kW (250 hp). Fue usado como transporte personal por el Vicemariscal del Aire Sir Ralph Sorley, pero los ejemplares de producción retuvieron el motor de 157 kW (210 hp) de los modelos anteriores.
Al final de la guerra, muchos Proctor iniciales fueron vendidos en el mercado civil y fueron operados en Australia, Nueva Zelanda y Europa. El Mk IV continuó en servicio con la RAF hasta que fue retirado en 1955.
En 1945, un modelo civil derivado del Proctor IV fue puesto en producción para su uso por propietarios particulares, negocios y chárter ligero como Proctor 5. La RAF compró cuatro ejemplares para ser usados en los destacamentos aéreos.
El modelo final de la línea fue el solitario hidroavión de flotadores Proctor 6, vendido a la Compañía de la Bahía de Hudson en 1946.
Tres Percival Proctor muy modificados, apodados "Proctukas", fueron producidos para la película La Batalla de Inglaterra como "dobles" de Ju 87 Stuka. Después de que los vuelos de pruebas revelaran inestabilidad, fueron finalmente abandonados y nunca aparecieron en la película.

## Variantes
P.28 Proctor I
Entrenador de radio y comunicaciones, triplaza y con doble mando, para la Real Fuerza Aérea, 147 construidos.
P.28 Proctor IA
Entrenador de radio y apontaje, triplaza y con doble mando, para la Marina Real/Arma Aérea de la Flota con bote salvavidas e instrumentos navales, 100 construidos.
P.29 Proctor
Un avión convertido en bombardero ligero capaz de llevar 16 bombas de 9,1 kg bajo las alas, como defensa antiinvasión.
P.30 Proctor II
Entrenador de radio triplaza, 175 construidos (incluyendo 112 IIA para la Marina Real).
P.31 Proctor IV
Entrenador de radio de cuatro plazas con fuselaje agrandado, 258 construidos.
P.34 Proctor III
Entrenador de radio triplaza para los operadores de radio del Mando de Bombardeo, 437 construidos.
P.44 Proctor V
Avión ligero civil de cuatro asientos, 150 construidos. La designación de la RAF fue Proctor C.Mk 5.
P.45 Proctor VI
Versión con flotadores, 1 construido.
P.46
Fuselaje de Proctor IV muy modificado con nueva ala, construido por Heston Aircraft como Youngman-Baynes High Lift Monoplane.
P.47
Variante del Proctor VI con motor DH Gipsy Queen 31 de 190 kW (250 hp).

## Operadores

### Civiles
Los Proctor han sido registrados en los siguientes países: Alemania, Argentina, Australia, Austria, Bélgica, Brasil, Canadá, Chile, Costa de Oro, Dinamarca, Egipto, España, Estados Unidos, Finlandia, Francia, Islandia, India, Irlanda, Italia, Kenia, Líbano, Marruecos, Nueva Zelanda, Portugal, Rodesia, Rodesia del Sur, Sudáfrica, Suecia, Suiza, Transjordania, Turquía y Reino Unido.

### Militares
Australia
- Real Fuerza Aérea Australiana: el Destacamento de la RAAF del Gobernador General operó un Proctor de 1945 a 1947.

 Bélgica
- Fuerza Aérea Belga: el 367 Squadron recibió cuatro P.31C entregados en junio de 1947, uno en octubre y uno en marzo del 1948. Operados como aviones de enlace hasta 1950.[4] El último fue retirado del servicio en 1954.

 Canadá
- Real Fuerza Aérea Canadiense: usó el Proctor en una serie de unidades canadienses de la RAF como avión de comunicaciones.

 Checoslovaquia
- Fuerza Aérea Checoslovaca: en el exilio en el Reino Unido, tuvo un avión en servicio de 1944 a 1945.

 Dinamarca
- Real Fuerza Aérea de Dinamarca: operó seis P.44 Mk.III entre noviembre de 1945 y noviembre de 1951. primer avión operado por la RDAF después de la Segunda Guerra Mundial.

 Estados Unidos
- Fuerzas Aéreas del Ejército de los Estados Unidos: operaron aviones de la RAF prestados como aviones de comunicaciones para su uso en el Reino Unido.

 Francia
- Armée de l'Air: recibió 18 Proctor IV entre septiembre de 1945 y mayo de 1946 para su uso por la ERN 703 (Escuela de Radio Navegación) en Pau. Cuando el entrenamiento de navegación fue transferido a Marruecos en 1949, los Proctor fueron reemplazados por Anson, y 16 ejemplares pasaron al mercado civil.

 Italia
- Aeronautica Militare: compró un antiguo Proctor V civil en 1954.[5]

 Jordania
- Real Fuerza Aérea Jordana

 Líbano
- Fuerza Aérea Libanesa

 Países Bajos
- Real Fuerza Aérea de los Países Bajos: recibió un Proctor III en junio de 1946 (desguazado en 1951) y 10 Proctor IV en junio de 1947. Usados como avión de enlace, fueron desguazados en octubre de 1953.[6]

 Polonia
- Fuerza Aérea Polaca en el Reino Unido: operó unos pocos aviones en tareas de enlace.

 Reino Unido
- Real Fuerza Aérea
- Arma Aérea de la Flota

 Siria
- Ejército Árabe Sirio: compró cuatro Proctor IV nuevos en 1946.

### Propietarios notables
- Nevil Shute voló su Proctor desde el Reino Unido a Australia y acabó el vuelo de vuelta en Italia, a 1500 millas de su objetivo, después de un capotaje causado por un aterrizaje con viento cruzado que dañó el tren de aterrizaje. La burocracia italiana retrasó la importación de las piezas de repuesto y tuvo que regresar a Inglaterra en un vuelo comercial.

## Supervivientes

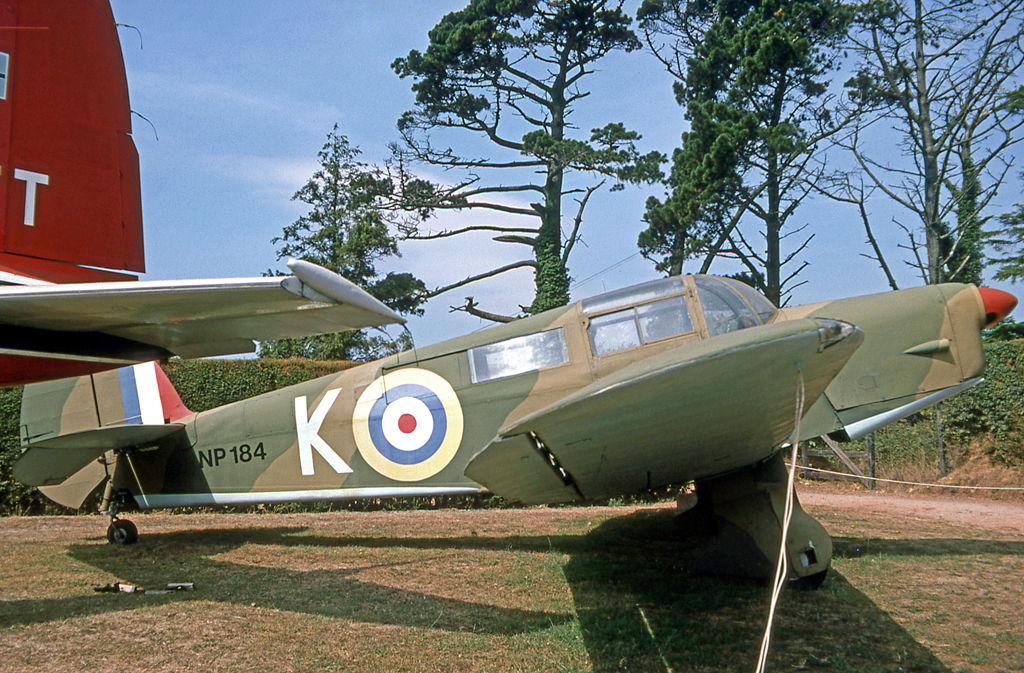
Proctor IV construido por F. Hills & Son en el Manchester Barton Aerodrome a principios de 1944. Exhibido en el Torbay Museum en 1976.

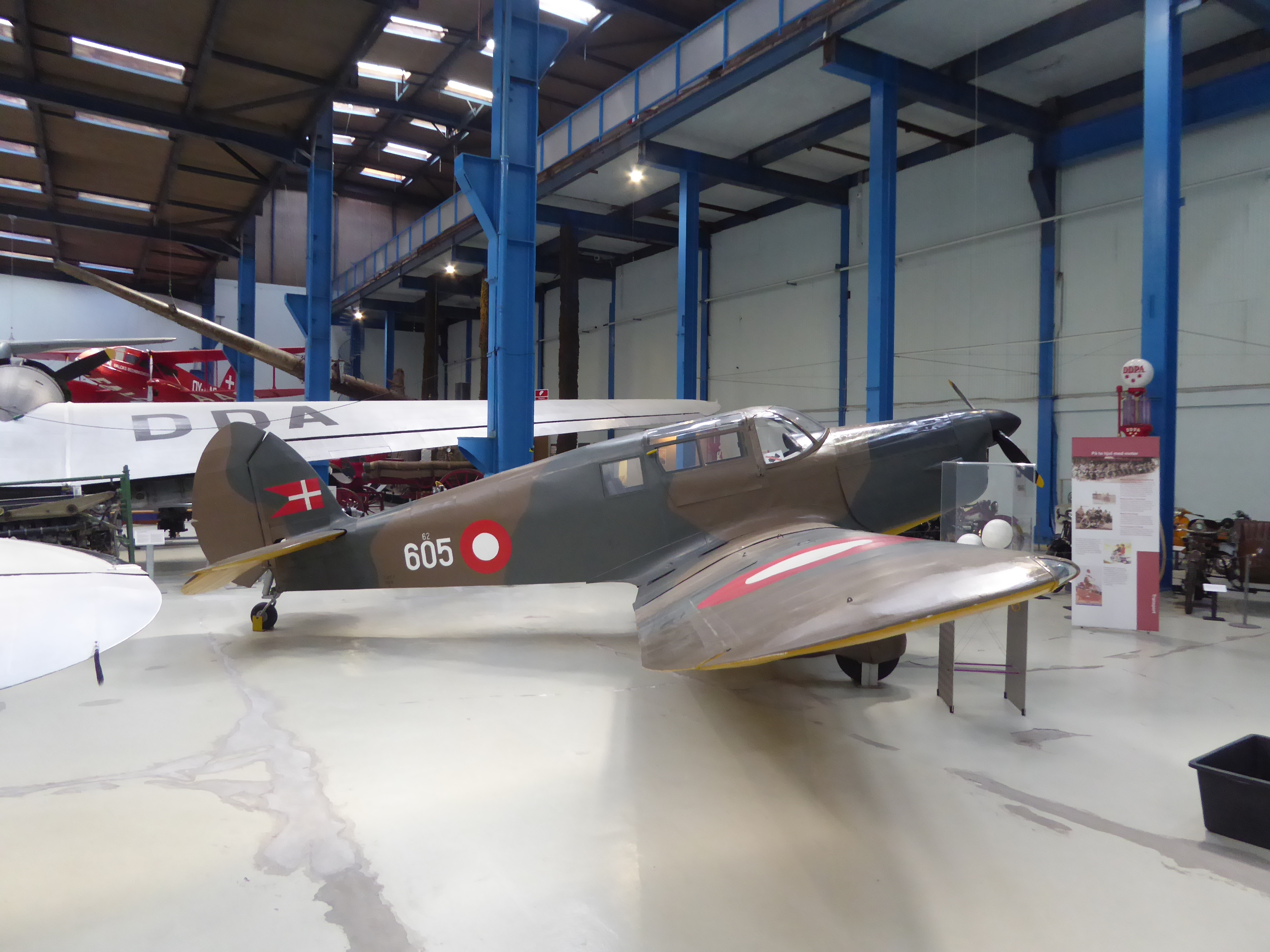
Un Proctor en exhibición en el Museo Danés de Ciencia y Tecnología.

### Australia
- P6187/VH-UXS (VH-DUL): Proctor I en estado de vuelo con Paul Alexander Gliddon de Kalamunda, Australia Occidental. Fue restaurado por Latrobe Valley Airframes and Welding.[7][8]
- P6245/VH-FEP: Proctor I en exhibición estática en el Museo Nacional de Australia en Canberra, Territorio de la Capital Australiana.[9][10]
- BV658/VH-AVG: Proctor II en exhibición estática en el Central Australian Aviation Museum en Alice Springs, Territorio del Norte.[11]
- Z7203/VH-BQR: Proctor III en exhibición estática en el Aviation Heritage Museum en Perth, Australia Occidental.[12][13]
- P6194/VH-AUC: Proctor I en exhibición estática en el Australian National Aviation Museum en Melbourne, Victoria.[14]

### Dinamarca
- 62-605: Proctor III en exhibición estática en el Museo Danés de Ciencia y Tecnología en Elsinor, Región Capital.[15]

### Nueva Zelanda
- AE.097: Proctor V en estado de vuelo en la Stan Smith Collection en Dairy Flat, Auckland.[16]
- AE.143: Proctor V en estado de vuelo en la New Zealand Sport and Vintage Aviation Society en Masterton, Wellington.[17]
- P6271: Proctor I en estado de vuelo con la Croydon Aircraft Company en Mandeville, Southland. Está configurado como un Vega Gull.[18]

### Reino Unido
- AE.058: Proctor V en restauración al estado de vuelo en el Great Oakley Airfield en Great Oakley, Essex.[19][20]
- AE.129: Proctor IV en estado de vuelo en el Cornwall Aviation Heritage Centre en St Mawgan, Cornualles.[21][22] Usado originalmente como avión corporativo de comunicaciones por Rolls Royce, previamente fue propiedad de Air Atlantique y operó como parte de la Classic Air Force.[23]
- BV651: Proctor III almacenado en el London Biggin Hill Airport en Londres.[24][25]
- HM534: Proctor III en restauración al estado de vuelo en el Great Oakley Airfield en Great Oakley, Essex.[19]
- LZ766: Proctor III en exhibición estática en el Museo Imperial de Guerra de Duxford en Duxford, Cambridgeshire. Fue construido por Hills.[26][27]
- LZ791: Proctor III en restauración al estado de vuelo en el Great Oakley Airfield en Great Oakley, Essex.[19]
- NP294: Proctor IV en restauración para exhibición estática en el Lincolnshire Aviation Heritage Centre en East Kirkby, Lincolnshire.[28][29]
- RM169: Proctor IV en restauración al estado de vuelo en el Great Oakley Airfield in Great Oakley, Essex.[19]
- RM221: Proctor IV en estado de vuelo en el London Biggin Hill Airport en Londres.[30]
- Z7197: Proctor III almacenado en la Reserve Collection del Royal Air Force Museum en Stafford, Staffordshire.[31]
- Z7252: Proctor III almacenado en el London Biggin Hill Airport en Londres. Dañado en un accidente al aterrizar en julio de 2012.[32][33]

## Apariciones notables en los medios
- El Proctor es mencionado en la canción "Flying Doctor" de Hawklords (1978).
- Era el avión principal de Biggles en los relatos Air Police de W.E. Johns.
- Dos Proctor fueron modificados con angulosas alas de gaviota para parecer Junkers Ju 87 Stuka para la película La Batalla de Inglaterra de 1969, y fueron apodados Proctukas.

## Especificaciones (Proctor IV)
Referencia datos: The Hamlyn Concise Guide to British Aircraft of World War II, British civil aircraft 1919-1972 Volume III

### Características generales
- Tripulación: Uno/dos (pilotos)
- Capacidad: Dos/un pasajero
- Longitud: 8,6 m (28,2 ft)
- Envergadura: 12 m (39,5 ft)
- Altura: 2,2 m (7,3 ft)
- Superficie alar: 18,8 m² (202,4 ft²)
- Perfil alar: RAF 48 modificado[36]
- Peso vacío: 1061 kg (2338,4 lb)
- Peso cargado: 1588 kg (3500 lb)
- Planta motriz: 1× motor lineal invertido de seis cilindros refrigerado por aire de Havilland Gipsy Queen II.
  - Potencia: 160 kW (221 HP; 218 CV)
- Hélices: Bipala de paso variable

### Rendimiento
- Velocidad máxima operativa (Vno): 253 km/h (157 MPH; 137 kt)
- Velocidad crucero (Vc): 217 km/h (135 MPH; 117 kt)
- Velocidad de entrada en pérdida (Vs): 77 km/h (48 MPH; 42 kt)
- Alcance: 800 km (432 nmi; 497 mi)
- Techo de vuelo: 4300 m (14 108 ft)
- Régimen de ascenso: 3,6 m/s (709 ft/min)

## Aeronaves relacionadas

### Desarrollos relacionados
- Percival Gull
- Percival Vega Gull
- Youngman-Baynes High Lift

### Aeronaves similares
- Messerschmitt Bf 108
- Harlow PJC-2
- Miles Mercury
- Miles Messenger

### Secuencias de designación
- Secuencia A_ (Aeronaves de la RAAF (Serie Dos, 1935-1963)): ← A72 - A73 - A74 - A75 - A76 - A77 - A78 →
- Secuencia K-_ (Aviones de enlace de la Fuerza Aérea checoslovaca, 1945-1958): ← K-65 - K-68 - K-70 - K-71 - K-72 - K-73 - K-74 →
- Secuencia L._ (Aeronaves Utilitarias del Ejército del Aire español, 1954-1978): ← L.9 - XL.10 - L.12 - L.13 - UD.13 - U.14